# リンドウ池
リンドウ池（リンドウいけ）は、富山県中新川郡立山町にある池。平仮名で「りんどう池」とも表記される。

## 概要
中部山岳国立公園内の立山室堂の周辺にある火口湖群の中の1つ。標高2,354 mに位置する。リンドウ池の名の通り、池の周辺にはリンドウが見られ、夏にはタテヤマリンドウやミヤマリンドウが咲き乱れる。
雪解け水がある冬には多くの水を湛えているが、池の大きさがとても小さく、斜面に位置するために、雪が解け切ってしまう夏になると池が枯れてしまうこともある。

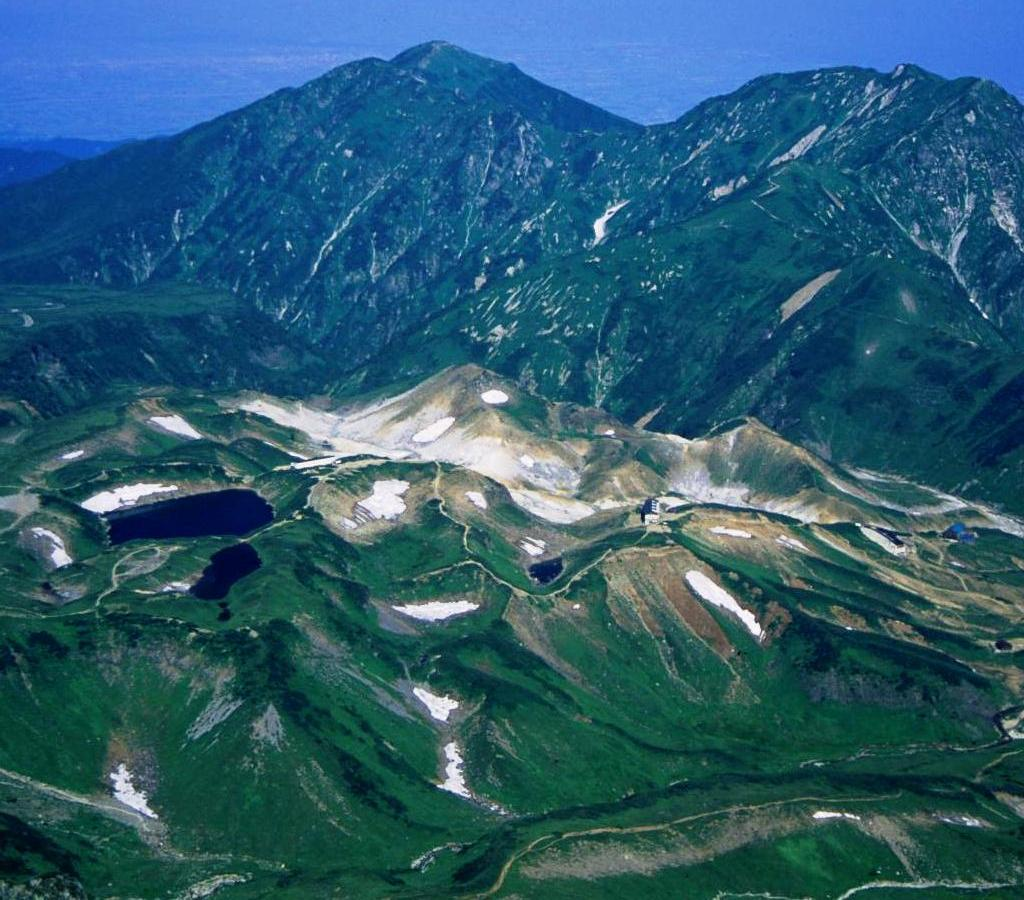
立山から望むミクリガ池（左中央）、その下部にミドリガ池、中央にリンドウ池

## 交通アクセス・周辺
周囲にはミクリガ池、ミドリガ池、血の池などの火口湖が点在する。立山黒部アルペンルートの立山黒部貫光室堂駅から徒歩約40分で、地獄谷や他のミクリガ池を巡る遊歩道が整備されている
。周辺はハイマツ帯で、ライチョウの生息地となっている。周辺にはホテル立山、みくりが池温泉、室堂山荘などの宿泊施設と山小屋がある。

## 脚注

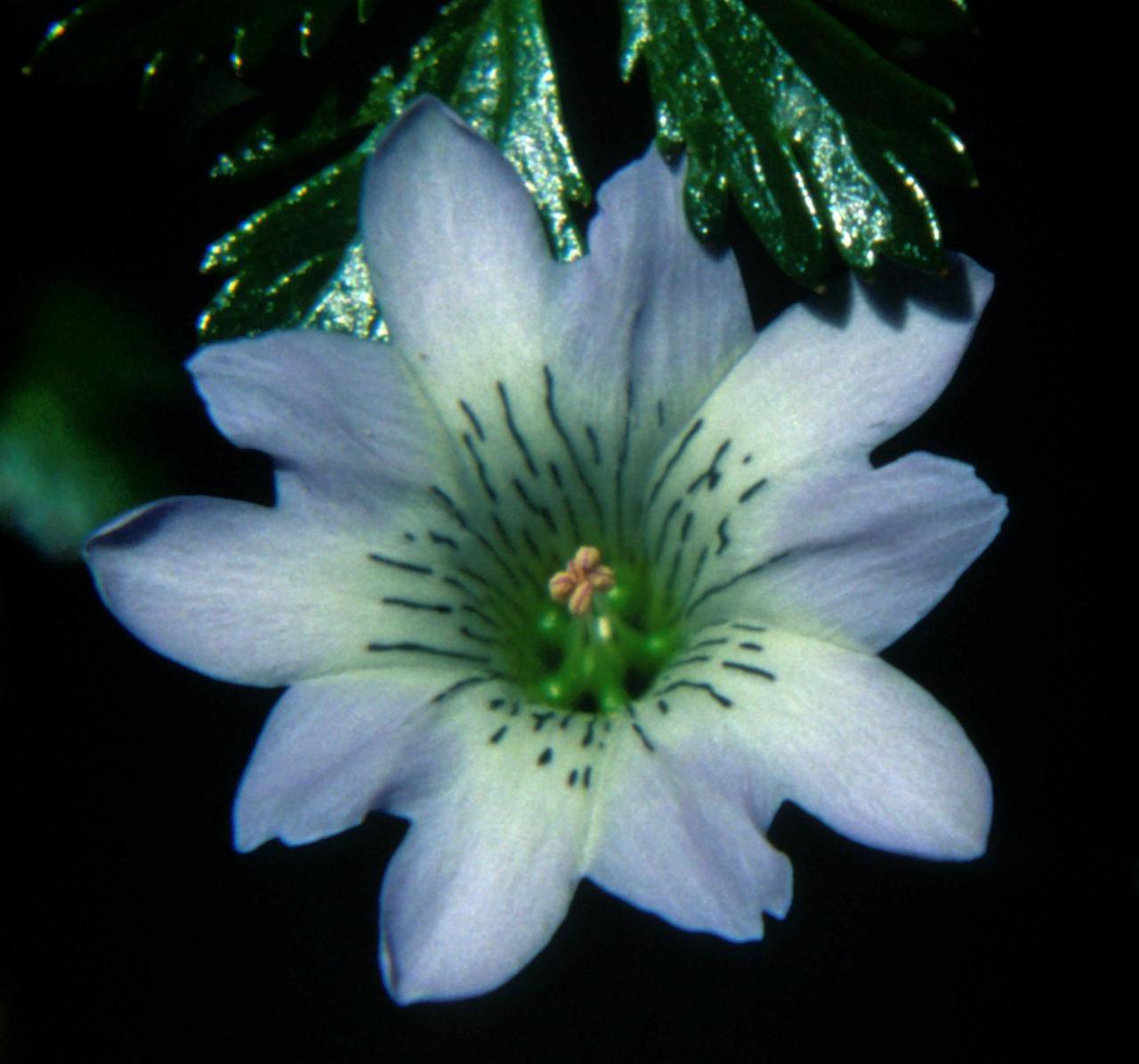
タテヤマリンドウ